# Chaparral et forêts claires d'altitude de Californie
Localisation
Les chaparral et forêts claires d'altitude de Californie forment une écorégion terrestre définie par le Fonds mondial pour la nature (WWF), qui appartient au biome des Forêts, zones boisées et maquis méditerranéens de l'écozone néarctique. Elle consiste en une mosaïque de forêts claires et de chaparral d'altitude qui recouvre les chaînes montagneuses californiennes des Transverse, Peninsular et Santa Lucia Ranges.